# District de Gongchangling
Le district de Gongchangling (弓长岭区 ; pinyin : Gōngchánglǐng Qū) est une subdivision administrative de la province du Liaoning en Chine. Il est placé sous la juridiction de la ville-préfecture de Liaoyang.